# Astaena vicina
Astaena vicina är en skalbaggsart som beskrevs av Frey 1973. Astaena vicina ingår i släktet Astaena och familjen Melolonthidae. Inga underarter finns listade.